# Distrikt Cocharcas
Der Distrikt Cocharcas liegt in der Provinz Chincheros in der Region Apurímac in Zentral-Peru. Der Distrikt wurde am 21. Juni 1825 gegründet. Die Distrikt umfasst eine Fläche von 108 km². Beim Zensus 2017 wurden 1824 Einwohner gezählt. Im Jahr 1993 lag die Einwohnerzahl bei 1955, im Jahr 2007 bei 2254. Die Distriktverwaltung befindet sich in der auf einer Höhe von 3030 m gelegenen Ortschaft Cocharcas mit 488 Einwohnern (Stand 2017). Cocharcas liegt 10 km südsüdwestlich der Provinzhauptstadt Chincheros.

## Geographische Lage
Der Distrikt Cocharcas liegt im Andenhochland im Südwesten der Provinz Chincheros am rechten östlichen Flussufer des nach Norden strömenden Río Pampas.
Der Distrikt Cocharcas grenzt im Westen an die Distrikte Saurama, Vilcas Huamán und Concepción (alle drei in der Provinz Vilcas Huamán), im Norden an den Distrikt Chincheros, im Osten an den Distrikt Anco Huallo sowie im Südosten an den Distrikt Uranmarca.